# Fußballclub Hansa Rostock 2018-2019
Questa voce raccoglie le informazioni riguardanti il Fußballclub Hansa Rostock nelle competizioni ufficiali della stagione 2018-2019.

## Stagione
Nella stagione 2018-2019 l'Hansa Rostock, allenato da Pavel Dočev e Jens Härtel, concluse il campionato di 3. Liga al 6º posto. In Coppa di Germania l'Hansa Rostock fu eliminato al secondo turno dal Norimberga. In Coppa Meclemburgo-Pomerania Anteriore l'Hansa Rostock vinse la finale con il Torgelower.

## Rosa
| N. |                       | Ruolo | Calciatore         |
| -- | --------------------- | ----- | ------------------ |
| 1  | Grecia (bandiera)     | P     | Iōannīs Gkelios    |
| 2  | Germania (bandiera)   | D     | Paul Wiese         |
| 3  | Germania (bandiera)   | D     | Julian Riedel      |
| 4  | Germania (bandiera)   | D     | Kai Bülow          |
| 5  | Germania (bandiera)   | D     | Oliver Hüsing      |
| 6  | Montenegro (bandiera) | C     | Mirnes Pepić       |
| 7  | Benin (bandiera)      | A     | Cebio Soukou       |
| 8  | Germania (bandiera)   | C     | Willi Evseev       |
| 10 | Portogallo (bandiera) | C     | Amaury Bischoff    |
| 11 | Germania (bandiera)   | A     | Marco Königs       |
| 14 | Italia (bandiera)     | D     | Max Reinthaler     |
| 15 | Germania (bandiera)   | A     | Anton Donkor       |
| 16 | Germania (bandiera)   | C     | Johann Berger      |
| 17 | Germania (bandiera)   | C     | Merveille Biankadi |

| N. |                     | Ruolo | Calciatore            |
| -- | ------------------- | ----- | --------------------- |
| 19 | Germania (bandiera) | A     | Del-Angelo Williams   |
| 20 | Germania (bandiera) | C     | Lukas Scherff         |
| 21 | Germania (bandiera) | C     | Jonas Hildebrandt     |
| 22 | Germania (bandiera) | C     | Tanju Öztürk          |
| 24 | Germania (bandiera) | C     | Stefan Wannenwetsch   |
| 25 | Germania (bandiera) | P     | Alexander Sebald      |
| 26 | Germania (bandiera) | P     | Eric Gründemann       |
| 27 | Germania (bandiera) | D     | Vladimir Ranković     |
| 28 | Germania (bandiera) | P     | Dirk Orlishausen      |
| 29 | Germania (bandiera) | D     | Nico Rieble           |
| 31 | Francia (bandiera)  | D     | Guillaume Cros        |
| 33 | Germania (bandiera) | A     | Marcel Hilßner        |
| 34 | Germania (bandiera) | D     | Maximilian Ahlschwede |
| 39 | Germania (bandiera) | A     | Pascal Breier         |

## Organigramma societario
Area tecnica
- Allenatore: Jens Härtel
- Allenatore in seconda: Uwe Ehlers
- Preparatore dei portieri: Dirk Orlishausen
- Preparatori atletici: Björn Bornholdt

## Calciomercato

### Sessione estiva
| Acquisti | Acquisti            | Acquisti                 | Acquisti |
| R.       | Nome                | da                       | Modalità |
| -------- | ------------------- | ------------------------ | -------- |
| D        | Phil Ofosu-Ayeh     | Wolverhampton            |          |
| D        | Kai Bülow           | Karlsruhe                |          |
| P        | Alexander Sebald    | Austria Lustenau         |          |
| C        | Merveille Biankadi  | Rot-Weiß Erfurt          |          |
| A        | Anton Donkor        | Wolfsburg II             |          |
| P        | Iōannīs Gkelios     | Augusta                  |          |
| C        | Jonas Hildebrandt   | Colonia II               |          |
| A        | Marco Königs        | Kickers Würzburg         |          |
| P        | Dirk Orlishausen    | Karlsruhe                |          |
| C        | Mirnes Pepić        | Erzgebirge Aue           |          |
| D        | Max Reinthaler      | Augusta II               |          |
| A        | Cebio Soukou        | Erzgebirge Aue           |          |
| A        | Del-Angelo Williams | Eintracht Stadtallendorf |          |
| P        | Luis Zwick          | Hertha Berlino II        |          |

| Cessioni | Cessioni            | Cessioni         | Cessioni |
| R.       | Nome                | a                | Modalità |
| -------- | ------------------- | ---------------- | -------- |
| P        | Luis Zwick          | Optik Rathenow   |          |
| C        | Selçuk Alibaz       | Fatih Karagümrük |          |
| A        | Soufian Benyamina   | Pogoń Stettino   |          |
| P        | Janis Blaswich      | Heracles Almelo  |          |
| A        | Mounir Bouziane     | Hansa Rostock II |          |
| P        | Kai Eisele          | Hallescher       |          |
| C        | Harry Föll          | Oldenburg        |          |
| C        | Jakob Gesien        | Chemnitz         |          |
| D        | Tommy Grupe         | Lubecca          |          |
| C        | Bryan Henning       | Wacker Innsbruck |          |
| A        | Mike Owusu          | Sonnenhof G.     |          |
| C        | Christopher Quiring | Altglienicke     |          |

### Sessione invernale
| Acquisti | Acquisti              | Acquisti         | Acquisti |
| R.       | Nome                  | da               | Modalità |
| -------- | --------------------- | ---------------- | -------- |
| D        | Guillaume Cros        | Carl Zeiss Jena  |          |
| C        | Tanju Öztürk          | Uerdingen 05     |          |
| D        | Maximilian Ahlschwede | Kickers Würzburg |          |

| Cessioni | Cessioni        | Cessioni         | Cessioni |
| R.       | Nome            | a                | Modalità |
| -------- | --------------- | ---------------- | -------- |
| D        | Phil Ofosu-Ayeh | Kickers Würzburg |          |

## Risultati

### 3. Liga

#### Girone di andata
| Arbitro: | Storks |

|                                      |           |  |
| Viteritti 2’ (rig.), 20’ Geisler 86’ | Marcatori |  |

| Arbitro: | Kampka |

|                 |           |  |
| Soukou 14’, 20’ | Marcatori |  |

| Arbitro: | Heft |

|                                         |           |                      |
| Breier 17’ Königs 28’ Soukou 90’ (rig.) | Marcatori | 12’ Andrist 88’ Kuhn |

| Arbitro: | Pfeifer |

|                        |           |              |
| Hain 30’ Marseiler 72’ | Marcatori | 87’ Williams |

| Arbitro: | Winter |

|  |           |                                                   |
|  | Marcatori | 29’ Hansen 47’ Skarlatidis 63’ Bachmann 81’ Ademi |

| Arbitro: | Kempkes |

|                  |           |                                  |
| Bülow 90’ (aut.) | Marcatori | 8’ Königs 43’ Scherff 81’ Donkor |

| Arbitro: | Siebert |

|                       |           |                               |
| Königs 48’ Breier 50’ | Marcatori | 31’ Paul 75’ (rig.) Steinhart |

| Aspach 22 settembre 2018, ore 14:00 CEST 8ª giornata | Sonnenhof G. | 0 – 0 referto | Hansa Rostock | Mechatronik Arena (2 500 spett.)\| Arbitro: \| Jablonski \| |
| Arbitro:                                             | Jablonski    |               |               |                                                             |

| Arbitro: | Haslberger |

|                   |           |                               |
| Soukou 61’ (rig.) | Marcatori | 2’, 6’, 65’ Dadaşov 90’ Cueto |

| Arbitro: | Stegemann |

|  |           |           |
|  | Marcatori | 3’ Soukou |

| Arbitro: | Bokop |

|                    |           |  |
| Roßbach 51’ (aut.) | Marcatori |  |

| Arbitro: | Müller |

|               |           |                          |
| König 5’, 34’ | Marcatori | 47’ Biankadi 75’ Hilßner |

| Arbitro: | Schultes |

|                                   |           |           |
| Hüsing 11’ Bülow 25’ Biankadi 36’ | Marcatori | 68’ Kegel |

| Arbitro: | Petersen |

|             |           |                 |
| Stenzel 90’ | Marcatori | 56’ Hildebrandt |

| Arbitro: | Lossius |

|                                              |           |             |
| Königs 22’ Bülow 35’ Biankadi 36’ Soukou 82’ | Marcatori | 6’ Gottwalt |

| Arbitro: | Skorczyk |

|              |           |  |
| Karweina 14’ | Marcatori |  |

| Arbitro: | Winkmann |

|            |           |            |
| Hüsing 74’ | Marcatori | 64’ Heider |

| Arbitro: | Osmers |

|                  |           |            |
| Beister 27’, 57’ | Marcatori | 45’ Soukou |

| Arbitro: | Brütting |

|            |           |         |
| Breier 90’ | Marcatori | 62’ Bär |

#### Girone di ritorno
| Arbitro: | Waschitzki-Günther |

|  |           |                         |
|  | Marcatori | 36’ Bender 63’ Rangelov |

| Arbitro: | Petersen |

|                           |           |  |
| Kessel 51’ Feigenspan 88’ | Marcatori |  |

| Arbitro: | Dingert |

|                  |           |  |
| Kuhn 24’ Gül 88’ | Marcatori |  |

| Arbitro: | Börner |

|                          |           |  |
| Scherff 38’ Biankadi 75’ | Marcatori |  |

| Arbitro: | Fritsch |

|  |           |                       |
|  | Marcatori | 10’ Breier 12’ Soukou |

| Arbitro: | Weickenmeier |

|  |           |                         |
|  | Marcatori | 51’ Komenda 62’ Leugers |

| Arbitro: | Reichel |

|             |           |                      |
| Mölders 72’ | Marcatori | 4’ Breier 42’ Soukou |

| Rostock 9 marzo 2019, ore 14:00 CET 27ª giornata | Hansa Rostock | 0 – 0 referto | Sonnenhof G. | Ostseestadion (10 396 spett.)\| Arbitro: \| Lossius \| |
| Arbitro:                                         | Lossius       |               |              |                                                        |

| Arbitro: | Bacher |

|  |           |             |
|  | Marcatori | 87’ Hilßner |

| Arbitro: | Schmidt |

|           |           |          |
| Pepić 85’ | Marcatori | 6’ Heyer |

| Arbitro: | Koslowski |

|           |           |             |
| Pisot 22’ | Marcatori | 61’ Scherff |

| Arbitro: | Bokop |

|                        |           |           |
| Biankadi 13’, 22’, 69’ | Marcatori | 67’ Frick |

| Arbitro: | Fritsch |

|                  |           |            |
| Brandenburger 9’ | Marcatori | 84’ Breier |

| Arbitro: | Brütting |

|           |           |                       |
| Breier 9’ | Marcatori | 5’ Wolfram 76’ Starke |

| Arbitro: | Schlager |

|  |           |                   |
|  | Marcatori | 55’, 65’ Biankadi |

| Rostock 27 aprile 2019, ore 14:00 CEST 35ª giornata | Hansa Rostock | 0 – 0 referto | Sportfreunde Lotte | Ostseestadion (11 850 spett.)\| Arbitro: \| Winter \| |
| Arbitro:                                            | Winter        |               |                    |                                                       |

| Arbitro: | Rafalski |

|           |           |                         |
| Girth 20’ | Marcatori | 26’ Soukou 44’ Biankadi |

| Arbitro: | Haslberger |

|            |           |               |
| Hüsing 31’ | Marcatori | 40’ Krempicki |

| Arbitro: | Wollenweber |

|               |           |           |
| Slišković 83’ | Marcatori | 76’ Bülow |

### Coppa di Germania
| Arbitro: | Stieler |

|                     |           |  |
| Soukou 8’ Pepić 84’ | Marcatori |  |

| Arbitro: | Thomsen |

|                                  |                      |                                   |
| Breier 35’ Hildebrandt 94’       | Marcatori            | 90’ Zreľák 103’ Palacios-Martínez |
| Pepić Hildebrandt Bülow Williams | Tiri di rigore 2 – 4 | Behrens Margreitter Mühl Leibold  |

### Coppa Meclemburgo-Pomerania Anteriore
| 6 marzo 2019, ore 19:00 CET Quarti di finale | Neubrandenburg | 0 – 3 | Hansa Rostock |  |

| 17 aprile 2019, ore 19:00 CEST Semifinale | M. Schwerin | 1 – 6 | Hansa Rostock |  |

| Neustrelitz 25 maggio 2019, ore 10:30 CEST Finale | Torgelower | 0 – 0 referto | Hansa Rostock | Parkstadion |

## Statistiche

### Statistiche di squadra
| Competizione                 | Punti | In casa | In casa | In casa | In casa | In casa | In casa | In trasferta | In trasferta | In trasferta | In trasferta | In trasferta | In trasferta | Totale | Totale | Totale | Totale | Totale | Totale | DR  |
| Competizione                 | Punti | G       | V       | N       | P       | Gf      | Gs      | G            | V            | N            | P            | Gf           | Gs           | G      | V      | N      | P      | Gf     | Gs     | DR  |
| ---------------------------- | ----- | ------- | ------- | ------- | ------- | ------- | ------- | ------------ | ------------ | ------------ | ------------ | ------------ | ------------ | ------ | ------ | ------ | ------ | ------ | ------ | --- |
| 3. Liga                      | 55    | 19      | 7       | 7       | 5       | 26      | 25      | 19           | 7            | 6            | 6            | 21           | 21           | 38     | 14     | 13     | 11     | 47     | 46     | +1  |
| Coppa di Germania            | -     | 2       | 1       | 1       | 0       | 4       | 2       | 0            | 0            | 0            | 0            | 0            | 0            | 2      | 1      | 1      | 0      | 4      | 2      | +2  |
| Mecklenburg-Vorpommern-Pokal | -     | 0       | 0       | 0       | 0       | 0       | 0       | 3            | 2            | 1            | 0            | 9            | 1            | 3      | 2      | 1      | 0      | 9      | 1      | +8  |
| Totale                       | 55    | 21      | 8       | 8       | 5       | 30      | 27      | 22           | 9            | 7            | 6            | 30           | 22           | 43     | 17     | 15     | 11     | 60     | 49     | +11 |

### Andamento in campionato
| Giornata  | 1  | 2  | 3 | 4  | 5  | 6  | 7 | 8  | 9  | 10 | 11 | 12 | 13 | 14 | 15 | 16 | 17 | 18 | 19 | 20 | 21 | 22 | 23 | 24 | 25 | 26 | 27 | 28 | 29 | 30 | 31 | 32 | 33 | 34 | 35 | 36 | 37 | 38 |
| --------- | -- | -- | - | -- | -- | -- | - | -- | -- | -- | -- | -- | -- | -- | -- | -- | -- | -- | -- | -- | -- | -- | -- | -- | -- | -- | -- | -- | -- | -- | -- | -- | -- | -- | -- | -- | -- | -- |
| Luogo     | T  | C  | C | T  | C  | T  | C | T  | C  | T  | C  | T  | C  | T  | C  | T  | C  | T  | C  | C  | T  | T  | C  | T  | C  | T  | C  | T  | C  | T  | C  | T  | C  | T  | C  | T  | C  | T  |
| Risultato | P  | V  | V | P  | P  | V  | N | N  | P  | V  | V  | N  | V  | N  | V  | P  | N  | P  | N  | P  | P  | P  | V  | V  | P  | V  | N  | V  | N  | N  | V  | N  | P  | V  | N  | V  | N  | N  |
| Posizione | 20 | 10 | 5 | 10 | 14 | 11 | 9 | 10 | 14 | 9  | 7  | 8  | 4  | 6  | 4  | 7  | 8  | 8  | 8  | 8  | 11 | 12 | 10 | 9  | 11 | 9  | 12 | 6  | 7  | 6  | 5  | 5  | 5  | 5  | 5  | 5  | 6  | 6  |

Legenda:

Luogo: C = Casa; T = Trasferta. Risultato: V = Vittoria; N = Pareggio; P = Sconfitta.

### Statistiche dei giocatori
| Giocatore       | 3. Liga  | 3. Liga | 3. Liga     | 3. Liga    | Coppa di Germania | Coppa di Germania | Coppa di Germania | Coppa di Germania | Totale   | Totale | Totale      | Totale     |
| Giocatore       | Presenze | Reti    | Ammonizioni | Espulsioni | Presenze          | Reti              | Ammonizioni       | Espulsioni        | Presenze | Reti   | Ammonizioni | Espulsioni |
| --------------- | -------- | ------- | ----------- | ---------- | ----------------- | ----------------- | ----------------- | ----------------- | -------- | ------ | ----------- | ---------- |
| M. Ahlschwede   | 17       | 0       | 1           | 0          | 0                 | 0                 | 0                 | 0                 | 17       | 0      | 1           | 0          |
| J. Berger       | 1        | 0       | 0           | 0          | 0                 | 0                 | 0                 | 0                 | 1        | 0      | 0           | 0          |
| M. Biankadi     | 37       | 10      | 5           | 0          | 2                 | 0                 | 1                 | 0                 | 39       | 10     | 6           | 0          |
| A. Bischoff     | 14       | 0       | 2           | 0          | 0                 | 0                 | 0                 | 0                 | 14       | 0      | 2           | 0          |
| P. Breier       | 34       | 7       | 2           | 0          | 2                 | 1                 | 0                 | 0                 | 36       | 8      | 2           | 0          |
| K. Bülow        | 27       | 3       | 3           | 0          | 2                 | 0                 | 1                 | 0                 | 29       | 3      | 4           | 0          |
| G. Cros         | 3        | 0       | 1           | 0          | 0                 | 0                 | 0                 | 0                 | 3        | 0      | 1           | 0          |
| A. Donkor       | 9        | 1       | 0           | 0          | 1                 | 0                 | 0                 | 0                 | 10       | 1      | 0           | 0          |
| W. Evseev       | 9        | 0       | 2           | 0          | 1                 | 0                 | 0                 | 0                 | 10       | 0      | 2           | 0          |
| I. Gkelios      | 37       | 0       | 2           | 0          | 2                 | 0                 | 0                 | 0                 | 39       | 0      | 2           | 0          |
| E. Gründemann   | 0        | 0       | 0           | 0          | 0                 | 0                 | 0                 | 0                 | 0        | 0      | 0           | 0          |
| J. Hildebrandt  | 23       | 1       | 5           | 0          | 2                 | 1                 | 0                 | 0                 | 25       | 2      | 5           | 0          |
| M. Hilßner      | 21       | 2       | 3           | 0          | 1                 | 0                 | 0                 | 0                 | 22       | 2      | 3           | 0          |
| O. Hüsing       | 29       | 3       | 3           | 0          | 1                 | 0                 | 0                 | 0                 | 30       | 3      | 3           | 0          |
| M. Königs       | 22       | 4       | 3           | 0          | 2                 | 0                 | 0                 | 0                 | 24       | 4      | 3           | 0          |
| J. Nadeau       | 1        | 0       | 1           | 0          | 0                 | 0                 | 0                 | 0                 | 1        | 0      | 1           | 0          |
| P. Ofosu-Ayeh   | 5        | 0       | 1           | 0          | 0                 | 0                 | 0                 | 0                 | 5        | 0      | 1           | 0          |
| D. Orlishausen  | 0        | 0       | 0           | 0          | 0                 | 0                 | 0                 | 0                 | 0        | 0      | 0           | 0          |
| M. Pepić        | 34       | 1       | 4           | 0          | 2                 | 1                 | 2                 | 0                 | 36       | 2      | 6           | 0          |
| V. Ranković     | 18       | 0       | 2           | 0          | 1                 | 0                 | 0                 | 0                 | 19       | 0      | 2           | 0          |
| M. Reinthaler   | 4        | 0       | 0           | 0          | 1                 | 0                 | 0                 | 0                 | 5        | 0      | 0           | 0          |
| N. Rieble       | 28       | 0       | 6           | 0          | 2                 | 0                 | 0                 | 0                 | 30       | 0      | 6           | 0          |
| J. Riedel       | 34       | 0       | 10          | 0          | 2                 | 0                 | 1                 | 0                 | 36       | 0      | 11          | 0          |
| L. Scherff      | 28       | 3       | 2           | 0          | 0                 | 0                 | 0                 | 0                 | 28       | 3      | 2           | 0          |
| A. Sebald       | 1        | 0       | 0           | 0          | 0                 | 0                 | 0                 | 0                 | 1        | 0      | 0           | 0          |
| C. Soukou       | 33       | 10      | 5           | 0          | 1                 | 1                 | 0                 | 0                 | 34       | 11     | 5           | 0          |
| S. Wannenwetsch | 34       | 0       | 4           | 0          | 2                 | 0                 | 0                 | 0                 | 36       | 0      | 4           | 0          |
| P. Wiese        | 1        | 0       | 0           | 0          | 0                 | 0                 | 0                 | 0                 | 1        | 0      | 0           | 0          |
| D. Williams     | 12       | 1       | 2           | 0          | 1                 | 0                 | 0                 | 0                 | 13       | 1      | 2           | 0          |
| T. Öztürk       | 14       | 0       | 4           | 0          | 0                 | 0                 | 0                 | 0                 | 14       | 0      | 4           | 0          |